# Astragalus caprinus
Astragalus caprinus är en ärtväxtart som beskrevs av Carl von Linné. Astragalus caprinus ingår i släktet vedlar, och familjen ärtväxter.

## Underarter
Arten delas in i följande underarter:
- A. c. caprinus
- A. c. glaber
- A. c. huetii